# Chilatherina fasciata
Chilatherina fasciata är en fiskart som först beskrevs av Weber, 1913.  Chilatherina fasciata ingår i släktet Chilatherina och familjen Melanotaeniidae. Inga underarter finns listade i Catalogue of Life.